# Gastes
Gastes ist eine französische Gemeinde mit 925 Einwohnern (Stand 1. Januar 2022) im Département Landes in der Region Nouvelle-Aquitaine (vor 2016: Aquitanien). Sie gehört zum Arrondissement Mont-de-Marsan und zum Kanton Grands Lacs. 
Gastes ist Mitglied des Gemeindeverbandes Grands Lacs.

## Geografie
Gastes liegt etwa 71 Kilometer nordwestlich von Mont-de-Marsan im Pays de Born an der Küste zum Golf von Biskaya. Im Gemeindegebiet liegt auch der See Gastes (auch: Étang de Biscarrosse et de Parentis). Umgeben wird Gastes von den Nachbargemeinden Biscarrosse im Norden, Parentis-en-Born im Osten und Nordosten sowie Sainte-Eulalie-en-Born im Süden.

## Bevölkerungsentwicklung
| 1962                       | 1968 | 1975 | 1982 | 1990 | 1999 | 2006 | 2017 |
| -------------------------- | ---- | ---- | ---- | ---- | ---- | ---- | ---- |
| 234                        | 205  | 259  | 281  | 368  | 410  | 573  | 816  |
| Quellen: Cassini und INSEE |      |      |      |      |      |      |      |

## Sehenswürdigkeiten

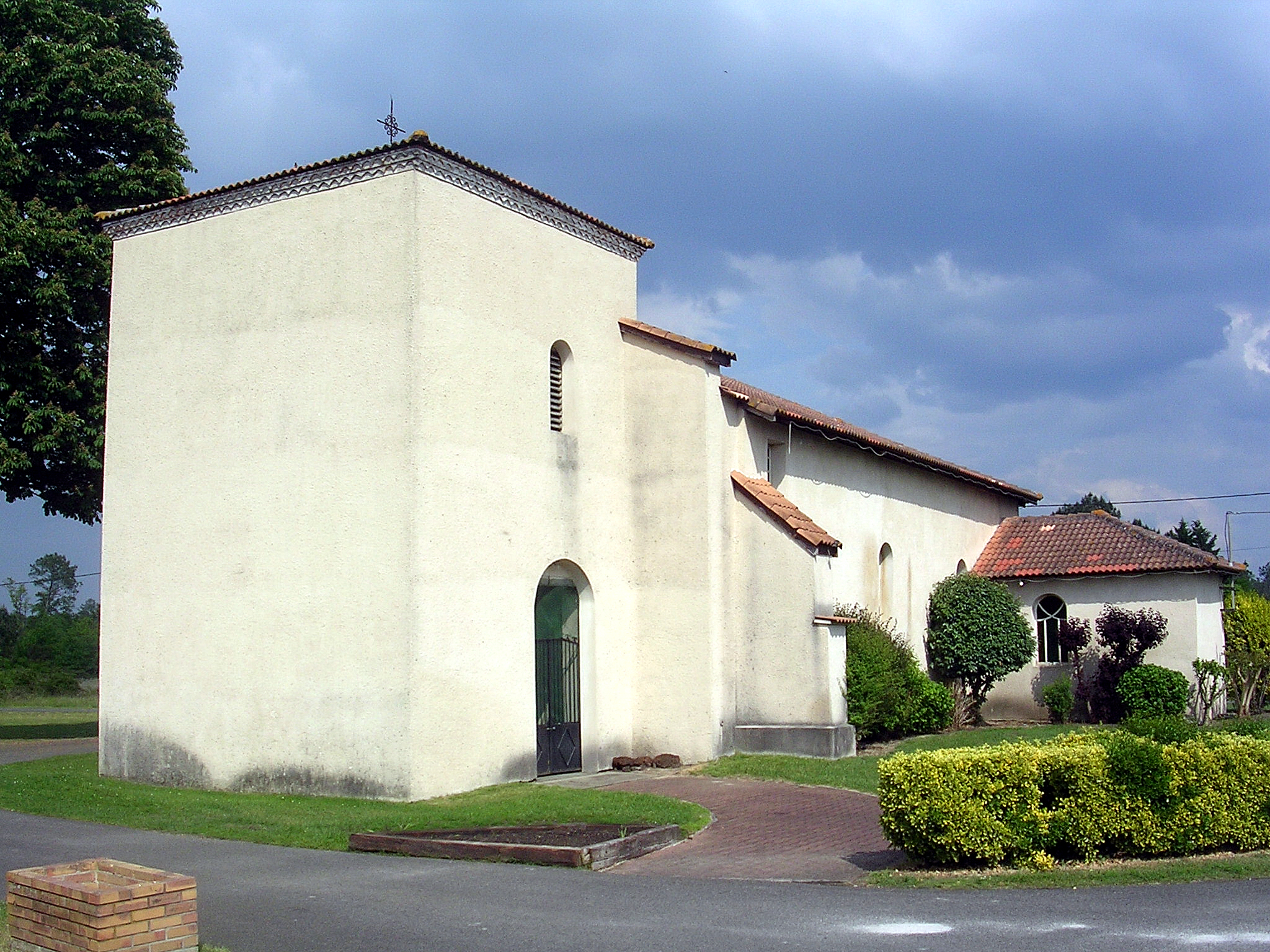
Kirche Sainte-Quitterie

- Kirche Sainte-Quitterie
- Herrenhaus Probert